# 斯普林希爾 (喬治亞州)
斯普林希爾（英語：Spring Hill）是位於美國喬治亞州科布縣的一個非建制地區。該地的面積和人口皆未知。

## 地理
斯普林希爾的座標為33°56′02″N 84°28′52″W / 33.93389°N 84.48111°W，而該地的平均海拔高度為332米（即1089英尺）。